# Karl Christian Klasen
Karl Christian Theodor Klasen (* 19. November 1911 in Güstrow; † 21. Februar 1945 in Königsberg (Preußen)) war ein deutscher Maler und Grafiker.

## Leben
Karl Christian Klasen wurde 1911 als Sohn des Güstrower Holzkaufmanns Emil Ernst Wilhelm Klasen (1880–1931) und dessen Ehefrau Maria Johanna, geb. Rong (1877–1953) geboren und wuchs mit drei Geschwistern auf. Er besuchte das Güstrower Realgymnasium, wo sein zeichnerisches Talent durch den Zeichenlehrer Friedrich Schult, einem engen Freund Ernst Barlachs, gefördert wurde. 1931 musste er das Gymnasium verlassen, da sein Vater infolge der Wirtschaftskrise und des Verlustes seines Geschäftes den Freitod gewählt hatte. Er ging für zwei Jahre bei einem Bützower Kunsttischler in die Lehre und entschied sich danach, als Maler tätig zu werden. Unterstützung erhielt er von einem väterlichen Freund, dem Güstrower Architekten Adolf Kegebein.
1932 kam Klasen erstmals zu einem Malbesuch auf die Insel Poel nahe Wismar in der Ostsee; 1933 wählte er dort Kirchdorf als Wohnsitz. Er begann, zunächst als Autodidakt, die Landschaft und die Menschen der Insel in seinen Bildern festzuhalten. Erfolge stellten sich ein und 1935 wurde ihm das Stipendium der Boldtschen Stiftung für mecklenburgische Künstler zugesprochen. Dieses Stipendium macht es ihm möglich, zwei Semester an der Kunstakademie in Düsseldorf zu studieren, gefolgt von zwei weiteren Semestern an der Berliner Akademie, hier etwa bei Franz Lenk und Adolf Strübe. Seine Werke folgten nun mehr den akademischen Regeln, seine Spontaneität entfiel und er neigte zum Perfektionismus.
Klasen war bei den Inselbewohnern sehr angesehen, fuhr mit den Fischern hinaus, war bei ihnen und in den Gutshäusern zu Hause. In dem Pflanzenzüchter und Gutsbesitzer Hans Lembke hatte er wiederum einen väterlichen Freund. Anerkennungen folgten, 1938 verlieh ihm der Rostocker Oberbürgermeister den Malerpreis der Stiftung zur Förderung niederdeutschen Kunstschaffens und 1939 erhielt er den John-Brinckman-Preis.
Mit Beginn des Zweiten Weltkrieges wurde er zum Militärdienst eingezogen, konnte aber neben dem Dienst weiterhin malen. 1939 war er mit fünf Werken auf der Ausstellung „Zeitgenössische Mecklenburgische Maler“ im Mecklenburgischen Landesmuseum Schwerin vertreten und 1940 im Münchner Haus der Deutschen Kunst auf der „Großen Deutschen Kunstausstellung“ mit dem Werk Poeler Eisfischer. 1942 wurde ihm bei der Teilnahme an einer Ausstellung in Krakau von der dortigen Leitung des Generalgouvernements der Veit-Stoß-Preis verliehen. 
1940 heiratete er in Rostock die Tänzerin und Choreographin Rita Bütow (1908–1994). Ihre gemeinsame Tochter, Antje Rita Klasen-Freidank (1942–1970), war später ebenfalls künstlerisch tätig. Sie besuchte die Meisterschule für Graphik und Buchgewerbe in Berlin und wirkte als Grafikerin, starb jedoch in jungen Jahren nach schwerer Krankheit in Montreal.
1943 wurde Klasen verwundet und war zu Lazarettaufenthalten in Litzmannstadt und Bad Mergentheim sowie 1944 zu einem Genesungsurlaub auf Poel. Klasen starb nach einer vor Königsberg erlittenen schweren Verwundung am 21. Februar 1945 als Feldwebel der Infanterie und wurde auf dem Domfriedhof in Königsberg begraben.
Klasen malte vorwiegend die Landschaft um Wismar, den Hafen, Poeler Fischer und Fischerkaten, aber auch seine Heimatstadt Güstrow. Nachweislich sind etwa 450 Werke Klasens. Die Stiftung Mecklenburg in Ratzeburg (heute in Schwerin) übernahm 1982 über 100 Werke. Diese werden heute als Dauerleihgabe von der Karl Christian Klasen Gesellschaft e.V. betreut und sind im Heimatmuseum der Insel Poel in Kirchdorf in wechselnden Ausstellungen zu sehen. 2008 erwarb die Gesellschaft weitere Werke und Teile des Nachlasses, die in die weitere Forschung zum Werk des Künstlers und der Insel Poel einfließen. Sie übernahm auch rund 100 Zeichnungen von Antje Klasen-Freidank und präsentierte eine Auswahl ihrer figürlichen Arbeiten 2023 in einer Doppelausstellung zusammen mit Werken ihres Vaters im Heimatmuseum Poel.
Der in Frankreich lebende deutscher Bildhauer, Fotograf und Maler Peter Klasen (* 1935) ist ein Neffe Klasens.

## Werke (Auswahl)
- Selbstbildnis, 1935
- Fährhaus auf Poel, 1936
- Fischerhaus mit Netzen, 1939
- Blick auf Kirchdorf, 1940
- Weiden im Morgennebel, 1941
- Wolken und Sonne über Poeler Land, 1942

Ausstellung: „Zeitgenössische Mecklenburgische Maler“ in Schwerin, 29. Oktober bis 19. November 1939
- Kartoffelschälende Bäuerin, Öl
- Winter auf Poel, Öl
- Grauer Tag, Aquarell
- Trauerweiden, Farbige Kreide
- Die Brücke (Poel), Aquarell

Große Deutsche Kunstausstellung in München, 1940 
- Poeler Eisfischer, Öl

Weitere Ausstellungen mit Klasens Werken waren in Wismar (1941), Ratzeburg (1961, 1975), Güstrow (1991) und Kirchdorf (2005).